# 二氯二乙基砜
二氯二乙基砜是一种有机化合物，化学式为(ClCH2CH2)2SO2，是芥子气的氧化产物。它对眼有刺激性，但情况比芥子气轻。Hartree-Fock通过计算化学的方法预测其全反式构象是最稳定的。它在氢氧化钠水溶液中回流，得到1-氧杂-4-硫杂环己烷-4,4-二氧化物。